# Фрамуга

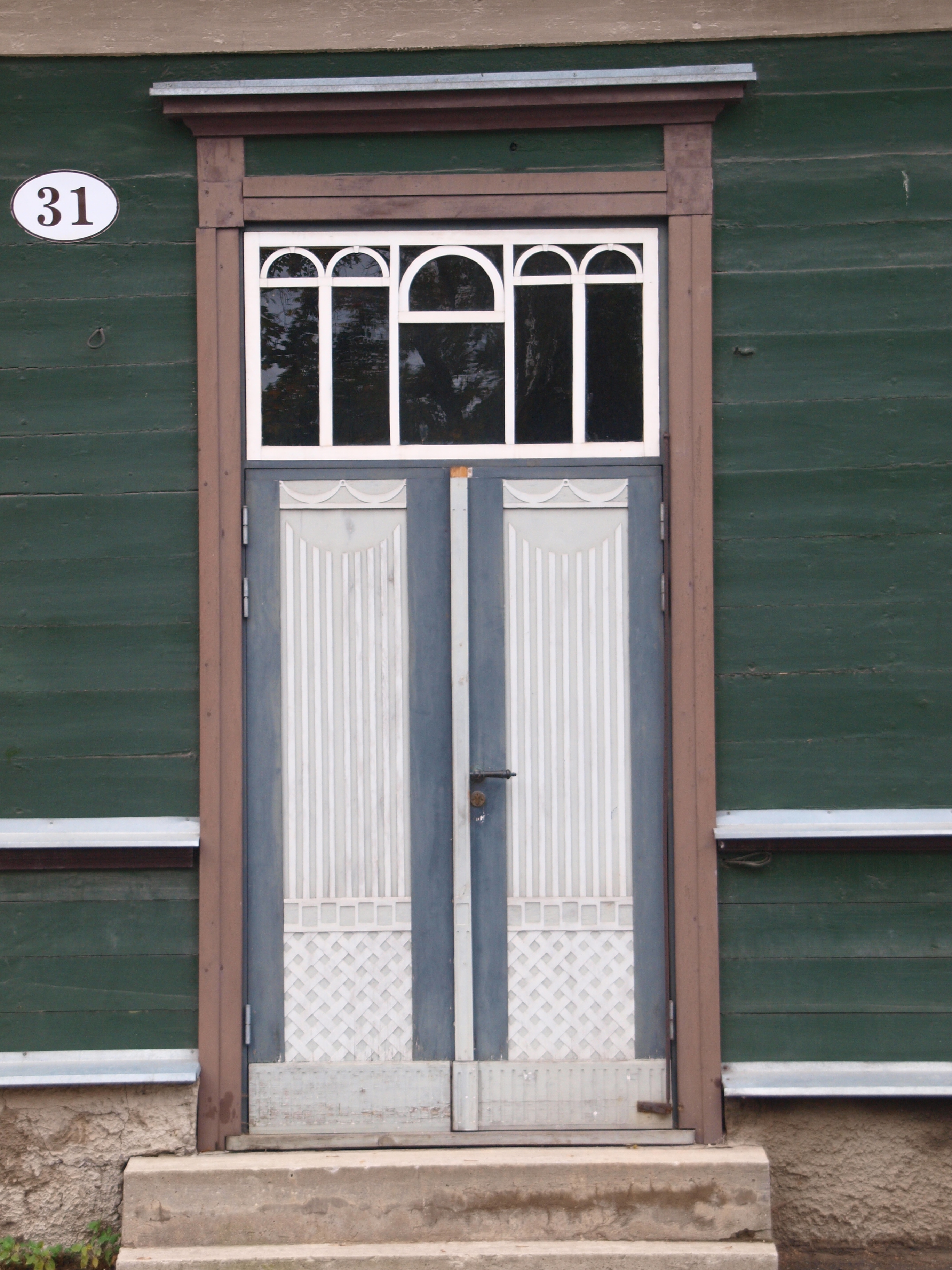
Фрамуга над дверима.

Фраму́га (пол. framuga) — горизонтальна верхня стулка вікна, бічна або верхня стулка дверей. Зазвичай цей термін застосовується для верхньої віконної рами, що часто використовується для безпеки дітей та провітрювання без протягів, оскільки холодне повітря ззовні, опускаючись, поступово прогрівається. Іноді віконна фрамуга робиться незаскленою і без можливості відкривання (глухою).
Глухі фрамуги можуть застосовуватися замість зведення стін при установці дверей в невеликих проходах для поліпшення газо-, шумо- та теплоізоляції приміщення. Вони застосовуються також для масивних вікон і дверей.